# Kadić Ottokár-emléklap
A Kadić Ottokár-emléklap a karsztok és barlangok tudományos kutatásában elért kimagasló teljesítményért csoportoknak adható díj. 1962 óta ítéli oda a Magyar Karszt- és Barlangkutató Társulat közgyűlése a társulat érembizottságának javaslata alapján.

## Története
1962. január 21-én a Magyar Karszt- és Barlangkutató Társulat közgyűlése a vezetőség és a választmány előterjesztésére határozatot hozott kitüntető emlékérmek és emléklapok alapításáról.

## Kadić Ottokár-emléklappal kitüntetettek
- 1962. Építési és Közlekedési Műszaki Egyetem Ásvány-Földtani Tanszék Barlangkutató Csoportja
- 1963. Dobó István Gimnázium Barlangkutató Csoportja
- 1976. Alba Regia Barlangkutató Csoport
- 1977. VMTE Baradla Barlangkutató Csoport
- 1978. FTSK Barlangkutató Szakosztály Szabó József Csoport
- 1980. FTSK Delfin Könnyűbúvár Szakosztály
- 1980. VMTE Baradla Barlangkutató Csoport
- 1981. Mecseki Karsztkutató Csoport
- 1982. Cholnoky Jenő Barlangkutató Csoport
- 1983. Vértes László Barlangkutató Csoport
- 1984. Bekey Imre Gábor Barlangkutató Csoport
- 1986. Acheron Barlangkutató Szakosztály
- 1987. Marcel Loubens Barlangkutató Csoport
- 1990. ATOMKI Report szerzői
- 1991. Nemkarsztos barlangok munkabizottság
- 1998. Élettani és Klimatológiai Munkacsoport
- 2004. Gerecse Barlangkutató és Természetvédő Egyesület
- 2013. barlangklimatológiai és -terápiai munkacsoport